# MacBeth Sibaya
Ntuthuko Macbeth-Mao Sibaya (Durban, 25 de novembro de 1977) é um ex-futebolista sul-africano que atuava como  volante (trinco, em Portugal).

## Seleção nacional
Foi convocado regularmente para a Seleção Sul-Africana de Futebol e participou da Copa do Mundo de 2002 e a Copa das Confederações de 2009. Integra a Seleção Sul-Africana de Futebol que disputa a Copa do Mundo FIFA 2010.